# Taumatawhakatangihangakoauauotamateapokaiwhenuakitanatahu
Taumatawhakatangihangakoauauotamateapokaiwhenuakitanatahu er på māori navnet på en 305 meter høj bakke nær Porangahu, syd for Waipukurau i det sydlige Hawke's Bay-område i New Zealand. Navnet forkortes ofte til Taumata af praktiske årsager. Bakken er blevet relativt populær som et af verdens længste stednavne. Navnet er med i en Mountain Dew-jingle og en del af det er også med i singlen "Lone Ranger" fra 1979 af det britiske band Quantum Jump.
Bakkens navn findes i mange forskellige versioner, som er forskellig fra den på 57 bogstaver, der er optaget af New Zealand Geographic Placenames Database. For eksempel står der på skiltet ved bakken Taumatawhakatangihangakoauauotamateaturipukakapikimaungahoronukupokaiwhenuakitanatahu, som på 85 bogstaver er et af de længste stednavne i verden. På dansk betyder navnet noget nær: Bakketoppen, hvor Tamatea, landæderen, manden med de store knæ, som på sin rejse gennem landet glider ned ad, klatrer op på og sluger bjerge, spiller på næsefløjte til sin hjertenskær.
Navnet er også blevet skrevet som Taumatawhakatangihangakoauauotamateaurehaeaturipukakapikimaungahoronukupokaiwhenuakitanatahu, 92 bogstaver. Navnet kom ind i Guinness Rekordbog som det længste stednavn i verden, men blev kritiseret af bl.a. walisere for at være opdigtet. I den lange form er Taumatas navn længere end Llanfairpwllgwyngyllgogerychwyrndrobwllllantysiliogogogoch. På den anden side er det meget kortere end Bangkoks cerimonelle navn, "Krung Thep Mahanakhon Amon Rattanakosin Mahinthara Ayuthaya Mahadilok Phop Noppharat Ratchathani Burirom Udomratchaniwet Mahasathan Amon Piman Awatan Sathit Sakkathattiya Witsanukam Prasit".